# Alpsko smučanje na Zimskih olimpijskih igrah 1936
Alpsko smučanje na Zimskih olimpijskih igrah 1936. Tekmovanje je potekalo v kombinaciji, med moškimi je olimpijski prvak postal Franz Pfnür, med ženskami pa Christl Cranz.

## Dobitniki medalj
| Tekma                       | Zlato         | Srebro            | Bron               |
| Moška kombinacija podrobno  | Franz Pfnür   | Gustav Lantschner | Émile Allais       |
| Ženska kombinacija podrobno | Christl Cranz | Käthe Grasegger   | Laila Schou Nilsen |